# Status Quo The Collection
Status Quo The Collection è una raccolta del gruppo musicale britannico Status Quo, pubblicata nel 1987 dalla Castle Communications.

## Il disco
Contiene 21 brani originariamente incisi dal gruppo per l'etichetta Pye Records dal 1968 al 1971. La maggior parte del materiale è tratta dai primi quattro album della band.

## Tracce
1. Ice in the Sun – 2:10 (Wilde, Scott)
2. Lakky Lady – 3:05 (Rossi, Parfitt)
3. Is It Really Me – 2:42 (Lancaster)
4. Gerdundula – 3:19 (Manston, James)
5. Neighbour Neighbour – 2:42 (Valier)
6. Paradise Flat – 3:12 (Wilde, Scott)
7. Pictures of Matchstick Men – 3:09 (Rossi)
8. Mean Girl – 3:54 (Rossi, Young)
9. Down the Dustpipe – 2:01 (Groszman)
10. Josie (Josè) – 3:33 (Dimucci, Fasce)
11. God Thinking Batman – 3:25 (Sconosciuto)
12. Lazy Poker Blues – 3:20 (Green, Adams)
13. Are You Growing Tired of My Love – 3:35 (King)
14. Antique Angelina (Angelique) – 3:21 (Young, Lancaster)
15. Umleitung – 7:10 (Lancaster, Lynes)
16. Something's Going on My Head – 4:43 (Lancaster)
17. Shy Fly – 3:46 (Rossi, Young)
18. Little Miss Nothing – 2:53 (Rossi, Parfitt)
19. Sunny Cellophane Skies – 2:41 (Lancaster)
20. The Clown – 3:21 (Lynes, Lancaster)
21. Nothing at All – 3:50 (Lancaster, Lynes)

## Formazione
- Francis Rossi – chitarra solista, voce
- Rick Parfitt – chitarra ritmica, voce
- Alan Lancaster – basso, voce
- John Coghlan – percussioni
- Roy Lynes – tastiera